# Alma Routsong
Alma Routsong (* 26. November 1924; † 4. Oktober 1996)  war eine US-amerikanische Autorin. Routsong schrieb unter dem Namen Isabel Miller. 

## Leben
Alma Routsong wurde in Traverse City, Michigan am 26. November 1924 geboren. Sie war die Tochter von Carl und Esther Miller Routsong. Während des Zweiten Weltkrieges diente sie in der Organisation WAVES der U.S. Navy und wurde bei Farragut im Idaho Naval Training Center ausgebildet, um anschließend als Krankenschwester zu arbeiten.  1949 graduierte Routsong im Studienfach Kunst an der Michigan State University.
Routsong veröffentlichte ihre ersten beiden Romane unter ihrem eigenen Namen, wählte dann für ihren weiteren Arbeiten den Schriftstellernamen Isabel Miller. Bei diesem Namen handelt es sich um ein Anagramm des Wortes Lesbia und des Geburtsnamens ihrer Mutter. Zwischen 1968 und 1971 arbeitete Routsong als Herausgeberin an der Columbia University. Von Mitte der 1970er bis 1986 war sie als Lektorin für das Time Magazine angestellt. Routsong war ein Offizier der New Yorker Ortsgruppe von Daughters of Bilitis. Routsong starb in Poughkeepsie am 4. Oktober 1996.

## Werke
- Alma Routsong: A Gradual Joy. Houghton Mifflin Company, Boston 1953.
- Alma Routsong: Round Shape. Houghton Mifflin Company, Boston 1959.
- Isabel Miller: A Place for Us. Bleeker Street Press, New York 1969. (wiederaufgelegt als: Isabel Miller: Patience and Sarah. McGraw-Hill, New York 1971.)
- Isabel Miller: The Love of Good Women. Naiad Press, Tallahassee, FL 1986.
- Isabel Miller: Side by Side. Naiad Press, Tallahassee, FL 1991.
- Isabel Miller: A Dooryard Full of Flowers: and Other Short Pieces. Naiad Press, Tallahassee, FL 1993.
- Isabel Miller: Laurel. Naiad Press, Tallahassee, FL 1996.

## Preise und Ehrungen
- Friends of American Writers award (1954 für A Gradual Joy)
- Bread Loaf Writers’ Conference Fellow (1957 für Round Shape)[5]
- American Library Association Gay Book Award (1971, für Patience and Sarah)

## Rezensionen
- „After the G.I. Wedding“ (Rezension von A Gradual Joy), The New York Times, 23. August 1953
- „When Mother Moved In“ (Rezension von Round Shape), The New York Times, 6. September 1959
- „Their love was a thing apart“ (Rezension von Patience and Sarah), The New York Times, 23. April 1972